# CaMPI (software)
CaMPI (Catalis y MarcoPolo Integrados) es un software de código abierto que integra sistemas de gestión bibliotecaria.

## Qué es CaMPI
CaMPI es un software para bibliotecas de código abierto de distribución gratuita que integra las funcionalidades de catalogación proporcionada por Catalis, de consulta que brinda OPACMARC y, de circulación y estadísticas que ofrece Open MarcoPolo. En concreto es un programa compuesto de distintas aplicaciones interrelacionadas entre sí, conformadas como  módulos, que comparten las mismas bases de datos lo cual les permite evitar posibles redundancias en la información y un aumento de la eficacia del sistema.
Los desarrollos integrados en CaMPI son utilizados en diferentes bibliotecas de Argentina.
Entre sus características destacadas se encuentran: 
- utilización del idioma español Latino

- necesita internet para funcionar

- la interfaz es intuitiva aunque con pocas opciones

- para su manejabilidad se debe tener un nivel de informática básico, conocimientos avanzados de catalogación, estar habituado a usar un Sistema Integrado de Gestión Bibliotecaria (SIGB)

## Historia
CaMPI tuvo su nacimiento en el año 2007, cuando se realizó la primera reunión en el Instituto Balseiro. En dicha reunión participaron UNER, INMABB, CNEA, UNS, ABR.
Haciendo uso de desarrollos existentes desde 2003 con una importante comunidad de usuarios, se sentaron las bases del proyecto que daría lugar a la creación de CaMPI como la integración de los desarrollos Catalis, OPACMARC (creados por Fernando Javier Gómez, INMABB) y Open MarcoPolo (creado por Hipólito Deharbe y Marcos López, UNER).

## Instituciones participantes
- Instituto de Matemática de Bahía Blanca, dependiente del CONICET
- Universidad Nacional de Entre Ríos, a través de la Junta de Bibliotecarios, dependiente de la Secretaría Académica
- Comisión Nacional de Energía Atómica, a través del Instituto Balseiro
- Universidad Nacional del Sur, a través de su Biblioteca Central
- Asociación Bernardino Rivadavia
- Instituto Argentino de Radioastronomía
- Universidad Nacional de Mar del Plata, a través de su Biblioteca Central